# Emil Berggreen
Emil Berggreen (Helsingør, 10 mei 1993) is een Deens-Kroatisch voetballer die doorgaans als centrumspits speelt.

## Clubcarrière
Berggreen is een zoon van een Kroatische moeder en een Deense vader. Hij speelde eerst voor Frem Hellebæk en BK Søllerød-Vedbæk voordat hij werd opgenomen in de jeugdopleiding van FC Nordsjælland. In de zomer van 2012 werd Berggreen gecontracteerd door Brønshøj BK, toen actief in de tweede divisie in Denemarken. Twee jaar later tekende hij bij Hobro IK, dat promoveerde naar de Superligaen. Berggreen speelde op 20 juli 2014 voor het eerst voor de club uit het noorden van Denemarken, in een 2-1 uit-overwinning op Odense BK. Hij maakte zijn eerste twee doelpunten in de Superligaen op 9 november 2014, tijdens een 3-0 overwinning op Brøndby IF in eigen stadion.
Berggreen ging in februari 2015 naar Eintracht Braunschweig. Daarvoor debuteerde hij op 8 februari 2015 in de 2. Bundesliga, tegen FC Kaiserslautern. Zijn eerste doelpunt voor Die Löwen volgde op 23 februari 2015, tegen RB Leipzig. In de tweede helft van het seizoen 2014/15 speelde Berggreen dertien wedstrijden waarin hij vijf keer scoorde. In de eerste helft van het nieuwe seizoen maakte hij hetzelfde aantal doelpunten.
Berggreen tekende in januari 2016 bij 1. FSV Mainz 05, actief in de Bundesliga. Door diverse blessures duurde het tot 25 november 2017 voor hij voor het eerst uit kon komen voor 1. FSV Mainz 05, toen hij elf minuten voor het einde van een wedstrijd tegen SC Freiburg (2-1 nederlaag) werd vervangen door Viktor Fischer. In deze wedstrijd maakte hij zijn eerste doelpunt. Berggreen speelde veertien wedstrijden en maakte vier doelpunten in het seizoen 2017/18. Een seizoen later speelde hij geen wedstrijd meer.
Op 17 juli 2019 tekende Berggreen een eenjarig contract bij FC Twente met een optie om het contract met een jaar te verlengen. In september 2020 sloot hij aan bij SpVgg Greuther Fürth in de 2. Bundesliga in Duitsland. De Deen heeft een tweejarig contract getekend.

## Interlandcarrière
Berggreen debuteerde in 2014 voor Denemarken –21, waarvoor hij één doelpunt maakte in zes interlands.